# Монада

Обведённая точка использовалась пифагорейцами и, позже, греками для представления первой метафизической сущности, Монады или Абсолюта

Мона́да (греч. μονάδα, от др.-греч. μονάς, μονάδος — единица, простая сущность, от μόνος — один) — согласно пифагорейцам, «божество», «первое существо», «единица» или «единое, неделимое». Позднее — многозначный термин в различных философских системах Нового времени и современности, в психологии и эзотерике.

## История возникновения термина
В учении пифагорейцев происхождение чисел связано с происхождением геометрических и космогонических объектов. Согласно Диогену Лаэрцию, из монады возникла диада; из диады — числа; из чисел — точки; затем линии, двухмерные, затем трёхмерные сущности, тела, в которых четыре основы, четыре элемента — земля, огонь, воздух и вода — из которых затем был сотворён весь остальной мир. В русском переводе сочинения Диогена Лаэртского термин «монада» переведён просто как «единица», из-за чего теряется мистический смысл учения Пифагора и первое божество отождествляется с числом 1.

…пифагорейцы проводили различие между монадой и единицей; монаду они принимали за мысль, а единицу — за число; и точно так же число два они принимали за арифметическое выражение, а диаду (ибо таково, видимо, то название, которое оно у них носит) — за мысль о неопределённом.
— Гегель Г. В. Ф. Наука логики. — СПБ.: Наука, 1997. С. 191.
Этот же термин использовали и философы-платоники, в частности такие неоплатоники, как Плотин, Порфирий, Ямвлих и другие, хотя неоплатоники чаще пользуются понятием Единое. Пользовались этим термином также представители других гностических течений, и на русский язык термин гностиков обычно переводится как Абсолют. Термин использовался также неопифагорейцами. У Никомаха первый бог (Монада) является Демиургом. Демиург рождает Диаду. Ум (др.-греч. Νοῦς) же предстаёт как принцип бытия и познания всех вещей.

## Современная философия
В Новое время термин «монада» позаимствовали из греческой философии такие философы, как Джордано Бруно, Лейбниц (его философия так и называется — «монадология») и другие.

### Джордано Бруно
У Джордано Бруно монада является основной единицей бытия, в деятельности которой сливаются телесное и духовное, объект и субъект. Высшая субстанция есть «монада монад», или Бог; как целое она проявляется во всём единичном — «всё во всём». Эти идеи Бруно оказали определённое влияние на развитие философии Нового времени: идея единой субстанции в её отношении к единичным вещам разрабатывалась Спинозой, идея монады — Лейбницем, идея единства сущего и «совпадения противоположностей» — в диалектике Шеллинга и Гегеля.

### Лейбниц

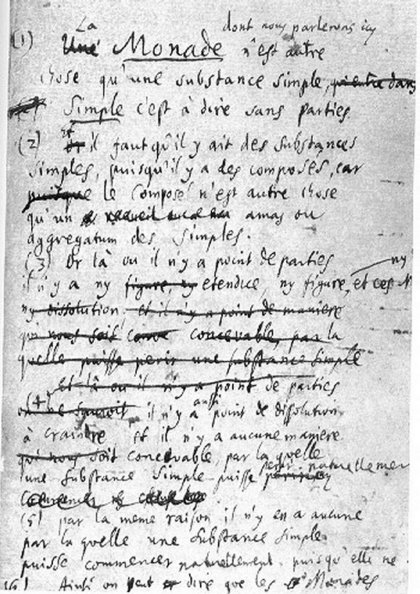
Первый лист работы Лейбница «Монадология»

Согласно Лейбницу, основаниями существующих явлений, или феноменов, служат простые субстанции, или монады (от греч. μονάδος — единица). Все монады просты и не содержат частей. Их бесконечно много. Монады обладают качествами, которые отличают одну монаду от другой, двух абсолютно тождественных монад не существует. Это обеспечивает бесконечное разнообразие мира феноменов. Идею, согласно которой в мире не существует абсолютно схожих монад или двух совершенно одинаковых вещей, Лейбниц сформулировал как принцип «всеобщего различия» и в то же время как тождество «неразличимых», выдвинув тем самым глубоко диалектическую идею. Согласно Лейбницу, монады, саморазвёртывающие всё своё содержание благодаря самосознанию, являются самостоятельными и самодеятельными силами, которые приводят все материальные вещи в состояние движения. По Лейбницу, монады образуют умопостигаемый мир, производным от которого выступает мир феноменальный — физический космос.
Простые субстанции создаются Богом одномоментно, и каждая из них может быть уничтожена только вся сразу, за один момент, то есть простые субстанции могут получить начало только путём творения и погибнуть только через уничтожение, в то время как то, что сложно, начинается или кончается по частям. Монады не могут претерпеть изменения в своём внутреннем состоянии от действия каких-либо внешних причин, кроме Бога. Лейбниц в одной из своих итоговых работ, «Монадологии» (1714), использует следующее метафорическое определение автономности существования простых субстанций: «Монады вовсе не имеют окон и дверей, через которые что-либо могло бы войти туда или оттуда выйти». Монада способна к изменению своего состояния, и все естественные изменения монады исходят из её внутреннего принципа. Деятельность внутреннего принципа, которая производит изменение во внутренней жизни монады, называется стремлением.
Все монады способны к восприятию своей внутренней жизни. Некоторые монады в ходе своего внутреннего развития достигают уровня осознанного восприятия, или апперцепции.
Для простых субстанций, имеющих только восприятие и стремление, достаточно общего имени монады или энтелехии. Монады, имеющие более отчётливые восприятия, сопровождающиеся памятью, Лейбниц называет душами. При этом, согласно Лейбницу, не существует совершенно неодушевлённой природы. Поскольку никакая субстанция не может погибнуть, то она не может окончательно лишиться какой-либо внутренней жизни. Лейбниц говорит о том, что монады, которые основывают явления «неодушевлённой» природы, на самом деле находятся в состоянии глубокого сна. Минералы и растения — это как бы спящие монады с бессознательными представлениями.
Разумные ду́ши, составляя особое Царство Духа, находятся на особом положении. Бесконечный прогресс всей совокупности монад как бы представлен в двух аспектах. Первый — это развитие царства природы, где главенствует механическая необходимость. Второй — это развитие царства духа, где основным законом является свобода. Под последней Лейбниц понимает, в духе новоевропейского рационализма, познание вечных истин. Ду́ши в системе Лейбница представляют, по его собственному выражению, «живые зеркала Вселенной». Однако разумные ду́ши представляют собой вместе с тем отображения самого Божества, или самого Творца природы.
В каждой монаде в потенциале свёрнута целая Вселенная. Лейбниц причудливо комбинирует атомизм Демокрита с различием актуального и потенциального у Аристотеля. Жизнь появляется тогда, когда атомы пробуждаются. Эти же монады могут достигать уровня самосознания (апперцепции). Разум человека — это тоже монада, а привычные атомы — это спящие монады. Монада обладает двумя характеристиками: стремлением и восприятием.
Бог представляет собой творческую монаду, обладающую свойством актуального абсолютного мышления. Бог есть первомонада, все другие монады — её излучения.

### Другие
Термином «монада» пользуется также Эдмунд Гуссерль. Гуссерль вводит понятие ego как монады (заимствуя термин у Лейбница). Я как монада — это «эго, взятое в полной конкретности», «в текущем многообразии своей интенциональной жизни» — не как полюс и субстрат переживаний, а как совокупность этих переживаний. Это «фактическое эго», которое «охватывает всю действительную и потенциальную жизнь сознания», эмпирическое Я.
Последователем Лейбница в России был философ и математик Николай Бугаев. Бугаев под монадой понимает «самостоятельный и самодеятельный индивидуум… живой элемент…» — живой, поскольку обладает психическим содержанием, суть которого — бытие монады для себя самой. Монада для Бугаева — тот единичный элемент, который является базовым для изучения, поскольку монада есть «целое, неделимое, единое, неизменное и равное себе начало при всех возможных отношениях к другим монадам и к себе самой», то есть «то, что в целом ряде изменений остаётся неизменным». Бугаев в своих работах исследует свойства монад, предлагает некоторые методики анализа монад, указывает на некоторые законы, свойственные монадам.